# Хоботец-Васильевское
Хоботец-Васильевское — село в Первомайском районе Тамбовской области России. Входит в Старосеславинский сельсовет.

## Название
Название сформировалось по церковному приходу и месту расположения села (на реке Хоботец). Позднее по названию церкви (святого Василия Великого и святой Троицы) село стало именоваться Хоботцы Васильевские, которое впоследствии трансформировалось в современное название Хоботец-Васильевское.

## География
Село находится в северо-западной части Тамбовской области, в лесостепной зоне, в пределах Окско-Донской низменной равнины, на левому берегу реки Хоботец, в некотором отдалении от реки.

### Климат
Климат умеренно континентальный, относительно сухой, с холодной продолжительной зимой и тёплым летом. Средняя температура воздуха самого холодного месяца (января) — −11,5 — −10,5 °C (абсолютный минимум — −39 °C); самого тёплого месяца (июля) — 19,5 — 20,5 °C (абсолютный максимум — 40 °С). Среднегодовое количество атмосферных осадков варьирует в пределах от 400 до 650 мм. Продолжительность залегания снежного покрова составляет в среднем 135 дней.

## История
Основано в 1635 году как деревня Хоботцовка. Первыми поселенцами были драгуны, переведённые сюда в связи со строительством Белгородской засечной черты. По завершении набегов крымских татар в 1645 году, в 1657 году был заложен деревянный храм Василия Великого, перестроенный по новому проекту в 1778 году (разрушен в 1950-е годы)
Из писцовой книги 1650—1652 годов о селе Хоботец-Васильевское известно, что вначале числилось «двадцать восемь дворов, да двадцать четыре места дворовые помещиковых, а людей в них 162 человека. Дикого поля на пашню 1162 четверти в поле, а в дву потомуж. Сена 2324 копны». Из этих записей, ясно, что деревня в это время только основывается, у ее жителей даже еще не было распаханной земли, только лишь земли «дикого поля».
Прошло более 160 лет, и в документах ревизской сказки 1816 года по Козловскому уезду вновь встречается упомянутое поселение. Тогда оно именовалось селом Хоботец-Васильевским, где проживали однодворцы: в 124 домах с населением: мужчин — 516, женщин — 590 человек. В числе домохозяев упоминаются: Манохин Ефим (Манохиных много), Хованов Сергей, Ломакин Самуил, Чурилов Алфер, Насонов Федор, Дудин Казьма, Наземцов Иван, Беляев Петр и другие.

## Население
| 1650 | 1781 | 1903  | 1990 | 2010 |
| ---- | ---- | ----- | ---- | ---- |
| 162  | ↗648 | ↗3598 | ↘532 | ↘310 |

### Известные жители
- Манохин, Александр Николаевич (1920—1995) — военный лётчик, Герой Советского Союза (1944).
- Попов, Андрей Андреевич (1914—1997) — старшина, Герой Советского Союза (1945).